# Menachem Avidom
Menachem Avidom (hebrejsky: מנחם אבידום, rodným jménem Mendel Mahler-Kalkstein; 6. ledna 1908 – 5. srpna 1995) byl izraelský hudební skladatel, který byl průkopníkem středomořského hudebního stylu. Jeho matka byla sestřenicí hudebního skladatele Gustava Mahlera.

## Biografie
Narodil se ve Stanislavově v Haliči v Rakousku-Uhersku (dnešní Ivano-Frankivsk na Ukrajině). V roce 1925 podnikl aliju do britské mandátní Palestiny a o rok později začal studovat na Americké univerzitě v Bejrútu (1926–1928). Po následném studiu na Conservatoire de Paris (1928–1931) se přestěhoval do Tel Avivu, kde vyučoval hudební teorii na Telavivské konzervatoři a Music Teacher Training College. V letech 1945 až 1952 byl generálním tajemníkem Izraelské filharmonie a v letech 1955 až 1980 byl ředitelem ACUMu (Israeli Performing Rights Society).
Zemřel 5. srpna 1995 v Tel Avivu.

## Ocenění
V roce 1961 mu byla udělena Izraelská cena za hudbu, jako uznání za jeho operu Alexandra ha-Hašmonajit. Izraelská cena je udílena od roku 1953 a patří mezi nejvyšší izraelská státní vyznamenání. Mimo to obdržel Engelovu cenu (1947), Cenu Izraelského filharmonického orchestru (1951) a ACUM Prize (1962).

## Dílo
Vokální
- In Every Generation, opera, 1955
- Alexandra ha'Hashmonait, opera, 1961
- The Farewell, opera, 1971
- The First Sin, opera, 1980
- Me'Arat Jodfat, opera
- 4 další opery
- Kantatat t'hilim, kantáta, 1955
- 12 Hills, kantáta, 1976

Orchestrální
- Symfonie č. 3: Jam tichonit, 1952
- 9 dalších symfonií
- Flute Concerto
- Concertino pro housle a orchestr

Komorní hudba
- Suite on B-A-C-H, komorní soubor, 1964
- Brass Quintet, 1969
- Sonáta pro sólové housle, 1984